# 尹うり
尹 うり（ゆん うり、윤우리、1987年1月2日 - ）は、在日韓国人の女性モデルである。

## 人物
1987年（昭和62年）、在日韓国人3世として、東京都に生まれる。東京都内にある私立大学文学部に在学中だった2006年（平成18年）9月、人気芸能人への登竜門として知られた『クラリオンガール』（31代目）に選出され、賞金100万円を手にした。翌2007年（平成19年）9月には、『ミス東京ガールズコレクション』で準グランプリを受賞し、同年11月には韓国で行われた「アジアパシフィック・スーパーモデルコンテスト」に参加した。東京都内の私立大学2009年（平成21年）3月、大学を卒業した。芸能事務所はスターダストプロモーション（東京都渋谷区）に所属していたが、同年夏までには離職している。

## 出演
- 恋する日曜日 第3シリーズ 第3話「マネキンの恋」(BS-i、2007年)
- 映画『舞妓Haaaan!!!』（2007年）
- DVD 『恋する日曜日 アニソンコレクション』 （キングレコード、2008年6月）